# Турк, Михаэль
Михаэ́ль Турк (нем. Michael Thurk; 28 мая 1976, Франкфурт-на-Майне) — немецкий футболист, нападающий.

## Биография
Михаэль Турк играл за немецкие клубы «Оберрад», «Йюгесхайм», «Майнц 05», «Энерги», «Айнтрахт» и «Аугсбург», в составе которого в сезоне 2009/10 стал лучшим бомбардиром второй Бундеслиги. 3 января 2012 года Михаэль Турк по обоюдному согласию с клубом расторг свой контракт и перешёл в клуб 3-й бундеслиги «Хайденхайм».

## Достижения
- Лучший бомбардир Второй Бундеслиги: 2010